# Stade Gino-Cannarsa
Pour les articles homonymes, voir Cannarsa.
Le stade Gino-Cannarsa (en italien : Stadio Gino Cannarsa), également surnommé le Ginetto, est un stade de football italien situé dans la ville de Termoli, au Molise.
Le stade, doté de 3 000 places et inauguré en 1962, sert d'enceinte à domicile à l'équipe de football de l'Associazione Sportiva Dilettantistica Termoli Calcio 1920.

## Histoire
Le stade ouvre ses portes en 1962 et compte alors initialement 3 000 places assises non couvertes (il était devenu nécessaire à la suite de la fermeture la même année du stade municipal de la ville remplacé par un parking à la suite des changements d'urbanisme).
En 1968, le futur champion d'athlétisme Pietro Mennea court dans le stade ses premières compétitions nationales.
Depuis 2004 existe un système d'éclairage pour les matchs nocturnes.
Le 3 décembre 2008 est inaugurée la rénovation du gazon et du système d'irrigation. Le terrain dispose désormais d'une pelouse synthétique de type «Tifway 419», la même installé qu'au Stade olympique de Rome.
Le 24 avril 2009, le stade accueille le Biathlon Supercoppa Molise.
Le stade est rénové en 2010, faisant passer sa capacité d'accueil à 3 000 places. Une tribune couverte côté ouest est construite devant l'ancienne tribune centrale d'une capacité de 300 places assises.
Le 20 avril 2011, le stade accueille les championnats d'athlétisme provinciaux. Lors des mois de juin et de juillet 2011, il accueille également le Juventus Summer Camp, camp d'été pour les équipes de jeunes de la Juventus.

## Installations
Le stade est également équipé d'une piste d'athlétisme avec divers équipements, d'une piste pour le saut en longueur, le saut en hauteur, le lancer du poids et le lancer du javelot.
Le magasin Termoli Store qui vend les produits officiels du club du Termoli Calcio, est situé en dessous de la tribune centrale.

## Événements

### Matchs internationaux de football
| Date         | Compétition  | Équipes                          | Score | Affluence |
| ------------ | ------------ | -------------------------------- | ----- | --------- |
| 25 mars 1998 | Match amical | Italie féminine — Chine féminine | 0-0   | —         |

### Concerts donnés au stade Gino-Cannarsa
| Artiste                            | Date            |
| Lucio Dalla & Francesco De Gregori | 12 juillet 1979 |
| Vasco Rossi                        | 27 août 1987    |
| Gigi D'Alessio                     | 20 juillet 2012 |